# Ian Selley
Ian Selley est un footballeur puis entraîneur anglais, né le 14 juin 1974 à Chertsey en Angleterre.

## Biographie

### En club
Ian Selley rejoint Arsenal en tant que stagiaire en 1990. Il dispute son 1er match avec l'équipe professionnel le 12 septembre 1992 à Highbury face à Blackburn (défaite 1-0). Pour sa 1ère saison en A, il dispute 13 matchs toutes compétitions confondues dont 9 en championnat. Arsenal termine 10ème en Première Division mais réalise le doublé en coupes nationales (victoires en finale à chaque fois contre Sheffield Wednesday, 2-1 en League Cup, puis 2-1 en replay de la finale de FA Cup après un match nul 1-1). Lors de la saison 1993-94, Selley dispute 27 matchs au total et marque son 1er but avec Arsenal le 3 novembre sur la pelouse du Standard de Liège en Coupe des Coupes (victoire 7-0). Il est notamment titulaire lors de la finale, qu'Arsenal remporte 1-0 face à Parme. Il inscrit un 2nd but la saison suivante face à Brøndby à Highbury le 3 novembre 1994 (match nul 2-2).
Le 11 février 1995, il se casse la jambe face à Leicester City, ce qui met un terme à sa saison et l'éloigne des terrains pour la majeure partie de la saison 1995-96. Il ne rejouera qu'une seule fois, sous la direction du nouvel entraîneur du club, Arsène Wenger, en rentrant en jeu face à Chelsea à Stamford Bridge le 6 avril 1997 (victoire 3-0). Malgré un prêt à Southend United durant la saison, il est finalement transféré à Fulham pour 500.000£ en 1997, après avoir joué 60 matches officiels pour les Gunners.
Malheureusement, après seulement 3 matches pour sa nouvelle équipe, il se casse de nouveau la jambe et ne réussit pas à retrouver une place dans l'effectif. Il tente de se relancer en signant pour Wimbledon en juillet 2000. Une clause de son contrat prévoyait une prime de match chaque fois qu'il jouerait pour les Wombles. Or le club était confronté à de très graves difficultés financières, ce qui a très fortement limité ses possibilités de jouer. Il n'a effectivement joué que 4 matches sous le maillot de Wimbledon avant de partir en prêt pour Southend United en février 2002.
Avec les Shrimpers, il retrouve du temps de jeu, jouant 14 matches avant de revenir à Wimbledon pour la fin de la saison 2001-2002. Rapidement après le début de la saison suivante, il retourne en prêt à Southend United, jouant 11 matches supplémentaires.
En mai 2003, il est libéré de son contrat par Wimbledon et ne jouera à partir de là que pour des équipes non league, notamment à Woking où il est un des cadres de l'effectif pendant 3 saisons. Dans la suite de sa carrière, il joue notamment pour Lewes, Grays Athletic et Havant & Waterlooville.
Il met un terme à sa carrière pendant l'été 2012 et se reconvertit comme entraîneur principal de l'académie d'Arsenal à Dubaï.

### En sélection
Avec les U20 anglais, il termine 3ème du mondial 1993 organisé en Australie.
Il comptabilise également 3 sélections avec les Espoirs anglais.

## Palmarès

### Club

#### Arsenal
- FA Cup
  - Vainqueur: 1993

- League Cup
  - Vainqueur: 1993

- Coupe des vainqueurs de coupe
  - Vainqueur: 1994

### Sélection
Angleterre U20
- Coupe du monde U20
  - Troisième: 1993

## Parcours d'entraîneur
- nov. 2021-mai 2022 :  Chertsey Town
- nov. 2022-jan. 2023 :  Hartley Wintney
- depuis fév. 2023 :  Westfield